# Cassel (Nord)
Cassel (niederländisch Kassel) ist eine französische Stadt mit 2212 Einwohnern (Stand: 1. Januar 2022) im Département Nord in der Region Hauts-de-France. Sie gehört zum Arrondissement Dunkerque und ist Mitglied im Gemeindeverband Cœur de Flandre Agglo. Die Bewohner werden Casselois und Casseloises genannt.

## Geografie

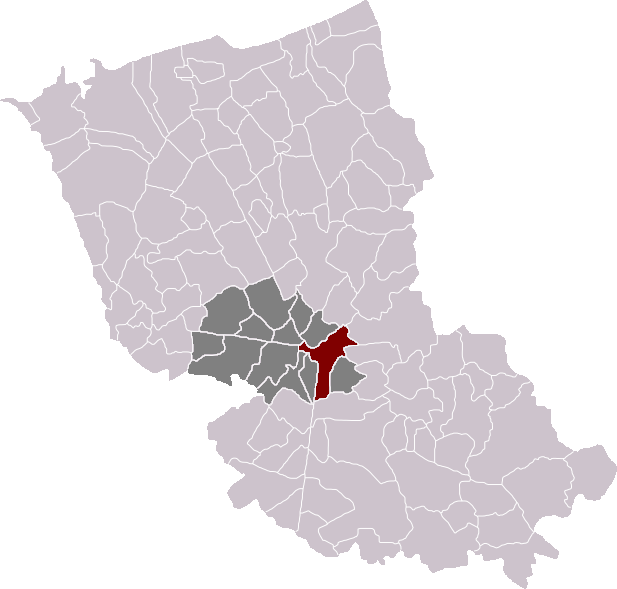
Lage von Cassel im Arrondissement Dunkerque

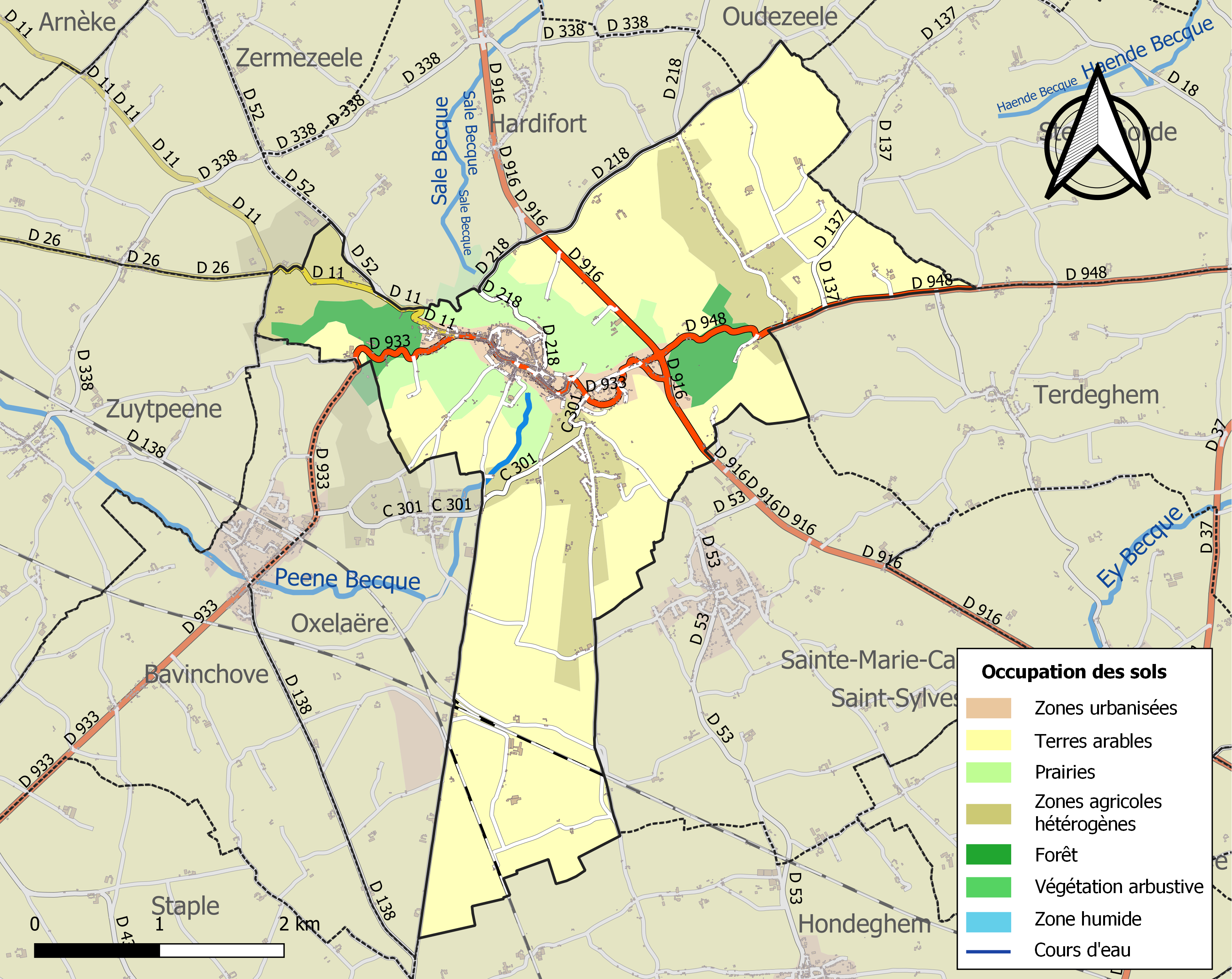
Bodennutzung, Hydrografie und Infrastruktur der Gemeinde (2018)

Cassel liegt in Französisch-Flandern, etwa 28 Kilometer südsüdöstlich von Dünkirchen und etwa zehn Kilometer westlich der Grenze zu Belgien in der Région naturelle Houtland. Die Stadt liegt auf dem 176 m hohen Hügel Mont Cassel, dem höchsten Punkt Französisch-Flanderns, einem Zeugenberg. Das Gelände der Stadt fällt nach Norden hin bis auf etwa 35 m, nach Süden hin bis auf 32 m ab. Das Gemeindegebiet wird entwässert von der Land Becque im Norden, von den zeitweise trockenfallenden Flüsschen Terdeghem und Moe Becques im Osten, von der Schoe Becque, der Chapelle Notre-Dame des Miracles, der Peene Becque, der Look Becque, der Meulen Becque und dem Ruisseau de Sainte-Marie im Süden.
Ein Teil des Gebiets westlich und östlich des Zentrums gehört zur ZNIEFF-Naturzone „Mont des Récollets et Mont Cassel“ (310013757). 90 % der Fläche der Gemeinde werden landwirtschaftlich genutzt, etwa 5 % sind bewaldet, etwa 5 % entfallen auf bebaute Flächen (Stand: 2018).
Nachbargemeinden von Cassel sind Hardifort im Norden, Oudezeele und Steenvoorde im Nordosten, Terdeghem im Osten, Sainte-Marie-Cappel im Südosten, Hondeghem im Süden, Oxelaëre und Bavinchove im Südwesten, Zuytpeene im Westen sowie Wemaers-Cappel im Nordwesten.

## Geschichte
In römischer Zeit befand sich hier der Hauptort der Menapier, Castellum Menapiorum, bei dem sich zahlreiche römische Straßen kreuzten. Ein Kastell, wie der Name vermuten lassen würde, gab es dort jedoch nicht, sondern eine ummauerte Siedlung. An den antiken Namen erinnert noch heute der Stadtname, der etymologisch auf castellum zurückgeht.
Cassel war Schauplatz mehrerer Schlachten:
- 1071: Sieg des flämischen Grafen Robert I. über seinen Neffen Arnulf (Schlacht von Cassel (1071))
- 1328: Sieg König Philipps VI. über die flämischen Kommunarden (Schlacht von Cassel (1328))
- 1677: Sieg Philipps I., Herzog von Orléans, Bruder Ludwigs XIV., über die Niederländer (Schlacht bei Cassel (1677))

Seit dem 17. Jahrhundert war Cassel ein wichtiges Mühlenzentrum für Getreide und Ölsaaten. Seit Beginn des 20. Jahrhunderts verlor das Städtchen seine wirtschaftliche Bedeutung. Die Einwohnerzahl ist heute nur etwa halb so hoch wie im Jahr 1800.
Von Oktober 1914 bis 1915 war Cassel Hauptquartier des Generals Ferdinand Foch. 
Im Mai 1940 deckte hier ein Truppenteil des englischen Expeditionskorps drei Tage lang in der Schlacht um Dünkirchen den Rückzug englischer Truppen und ihre Verschiffung nach England.

## Bevölkerungsentwicklung
| Jahr                       | 1962 | 1968 | 1975 | 1982 | 1990 | 1999 | 2006 | 2013 | 2020 |
| Einwohner                  | 2479 | 2621 | 2340 | 2223 | 2177 | 2290 | 2322 | 2288 | 2249 |
| Quellen: Cassini und INSEE |      |      |      |      |      |      |      |      |      |

## Sehenswürdigkeiten
- Das Musée de Flandre, das Regionalmuseum für Kunst, Geschichte und Folklore, befindet sich im Hôtel de la Noble-Cour aus dem 16. Jahrhundert[3], das früher Sitz der Kastellanei war.
- 1687 wurde auf Initiative von Bruder Cornely eine Jesuitenkapelle erbaut. Später wurde sie an die Rekollektenväter verpachtet, bevor der Staat sie während der Französischen Revolution konfiszierte. Der General und Reichsgraf von Cassel Dominique-Joseph Vandamme verkaufte sie anschließend. Im Laufe des 19. Jahrhunderts wurden an der Kapelle eine Reihe von handwerklichen Arbeiten durchgeführt. Anfang des 20. Jahrhunderts erhielt sie ein Patrozinium unter dem Namen Villa Saint-Joseph. Ihre Fassade wurde 1981 unter Denkmalschutz gestellt, dann 2001 von der Stadtverwaltung, die die Kapelle zurückkaufte, restauriert.[4]
- Die Kapelle Saint-Louis beherbergt seit 2007 eine Mediathek.
- Stiftskirche Notre-Dame de la Crypte[5]
- Anfang des 20. Jahrhunderts zählte Cassel insgesamt 24 Mühlen. Heute existiert nur noch die „Kasteel Meulen“ (Moulin de Cassel). Sie ersetzt eine 1911 abgebrannte Mühle aus dem 16. Jahrhundert. 1947 kaufte das Fremdenverkehrsamt diese Bockwindmühle für die Erzeugung von Leinöl aus dem 18. Jahrhundert von der Gemeinde Arnèke. Sie ist seit 1949 für die Öffentlichkeit zugänglich.
- Zwischen Cassel und Steenvoorde gibt es noch weitere vier (teils restaurierte) Mühlen aus dem 16.–19. Jahrhundert.

## Folklore
Während des Karnevals findet ein Umzug statt, bei dem die Figuren Reuze Papa (Papa Riese) und Reuze Mama (Mama Riese), begleitet vom Reuzenlied, durch die Stadt geführt werden. Diese Tradition wurde als Teil der Prozessionen der Riesen und Drachen in Belgien und Frankreich 2008 in die Repräsentative Liste des immateriellen Kulturerbes der Menschheit der UNESCO aufgenommen.

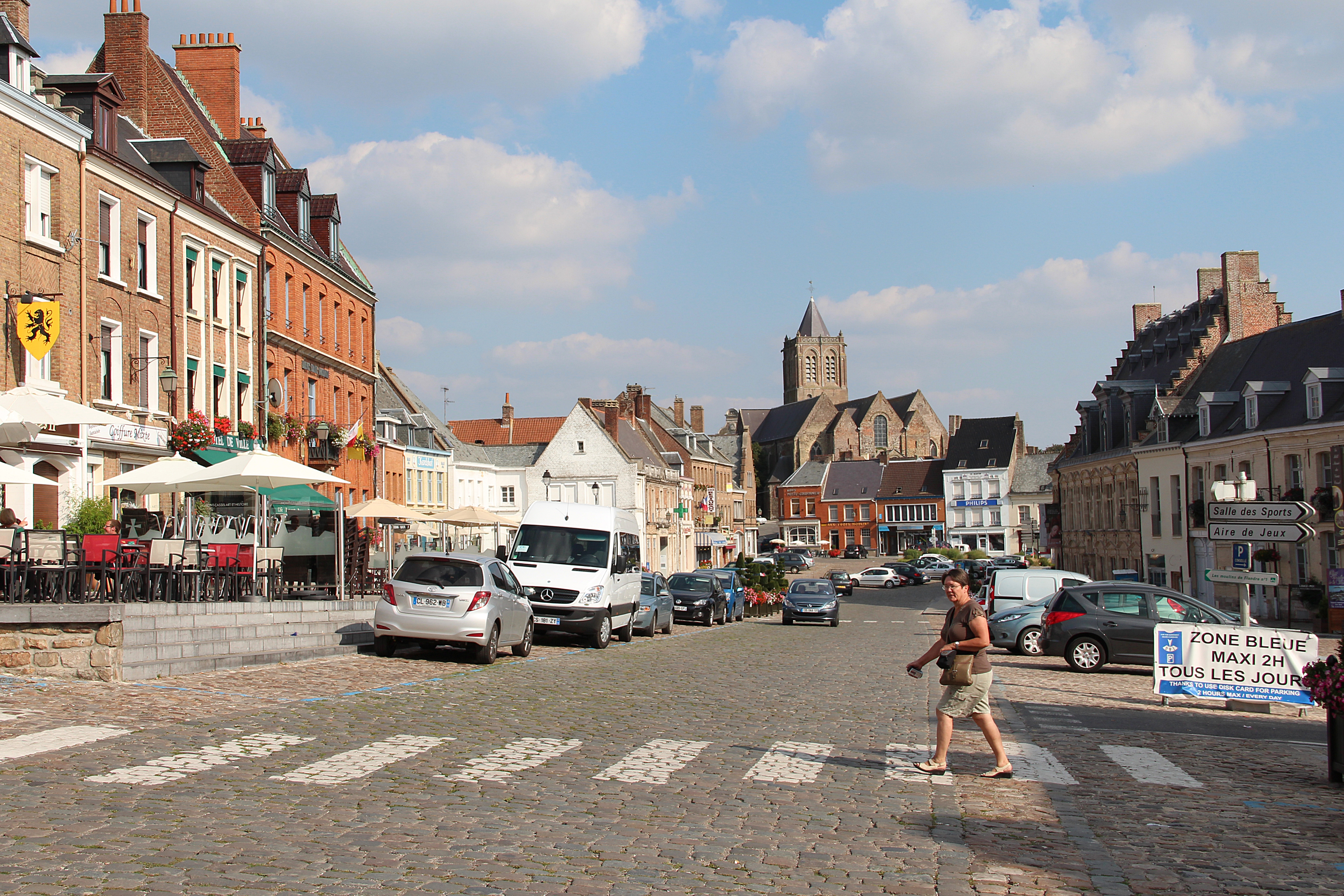
Abtei Cassel
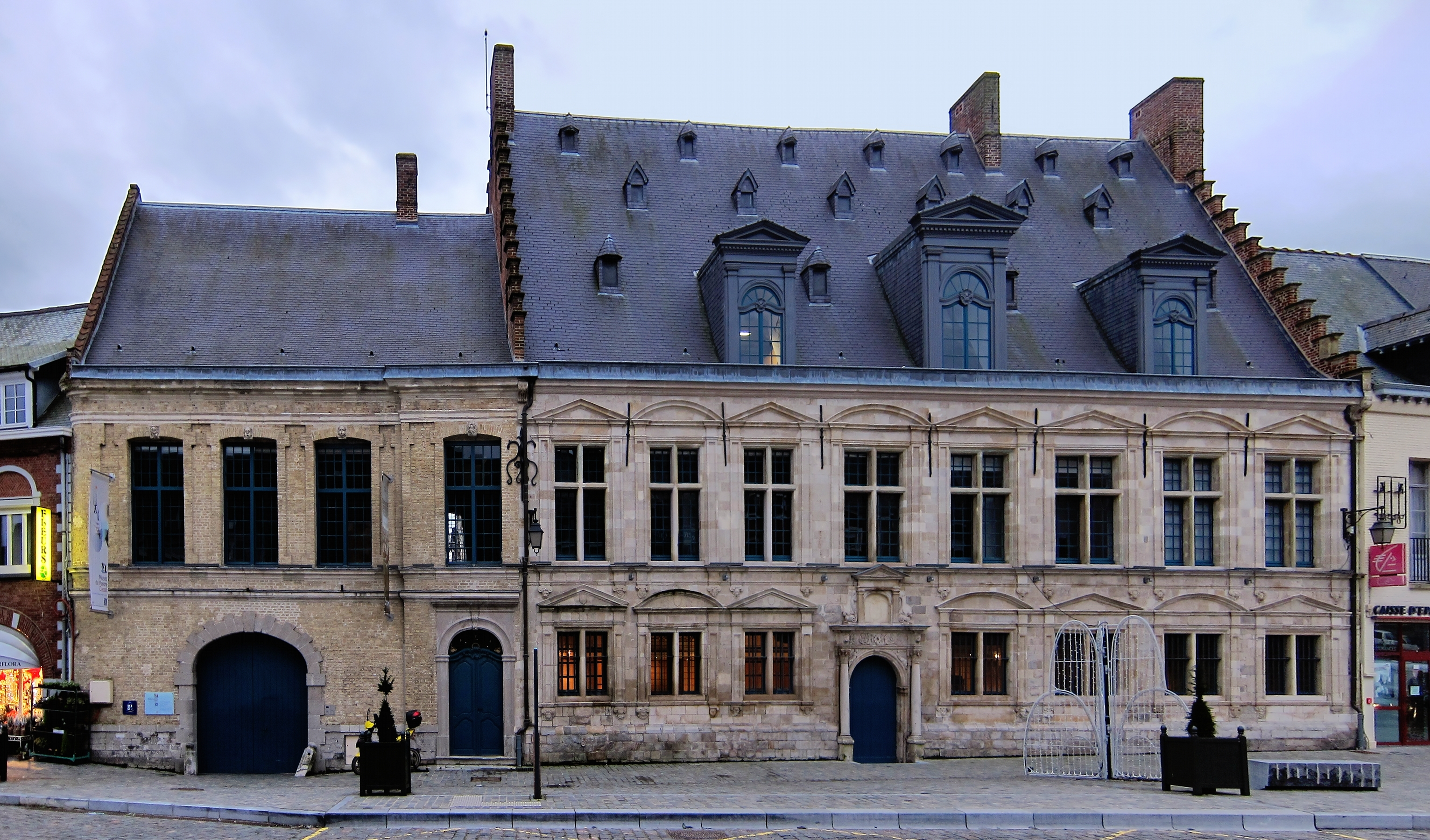
Hôtel de la Noble Cour, Flandern-Museum
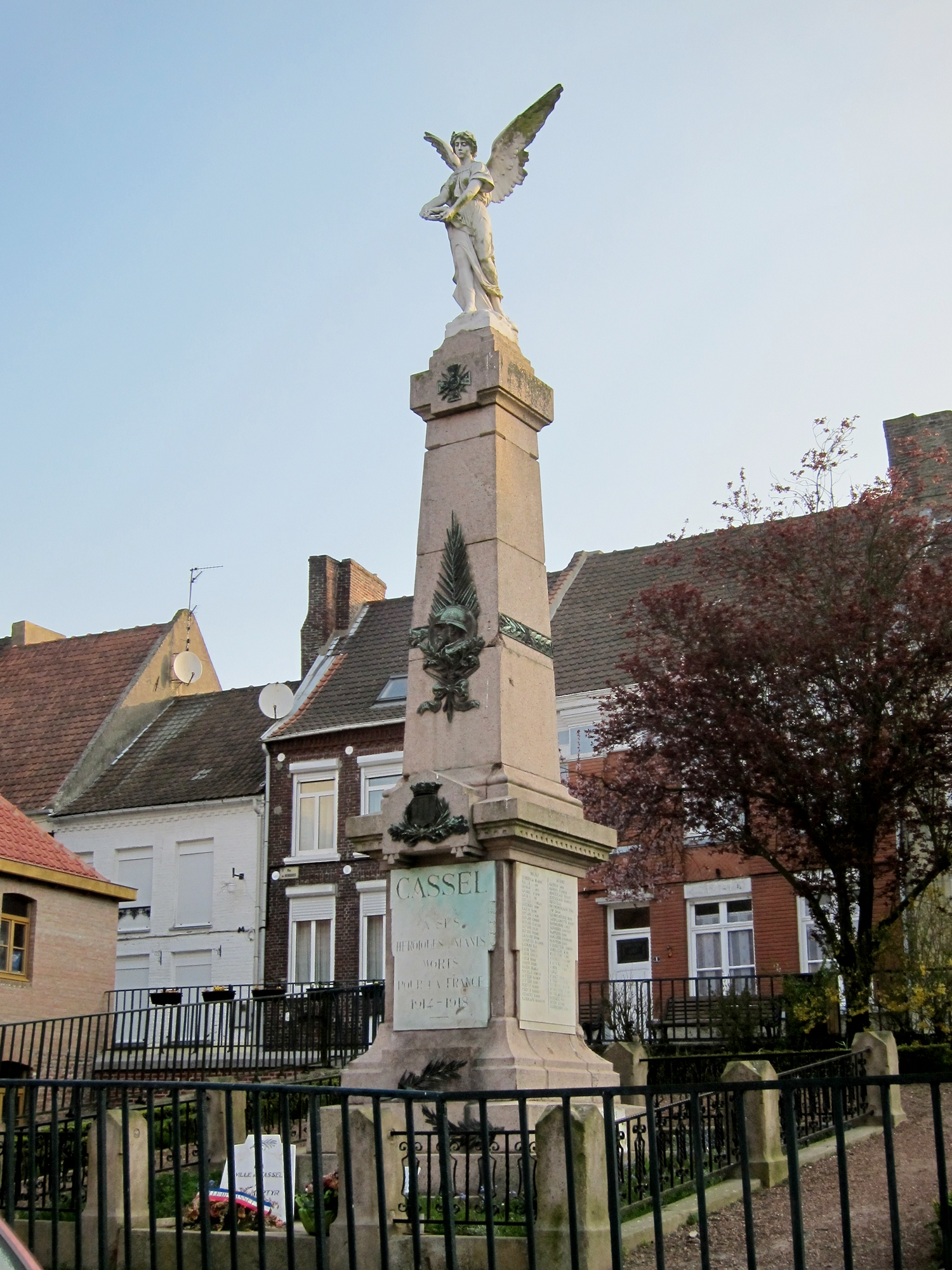
Gefallenen-Denkmal
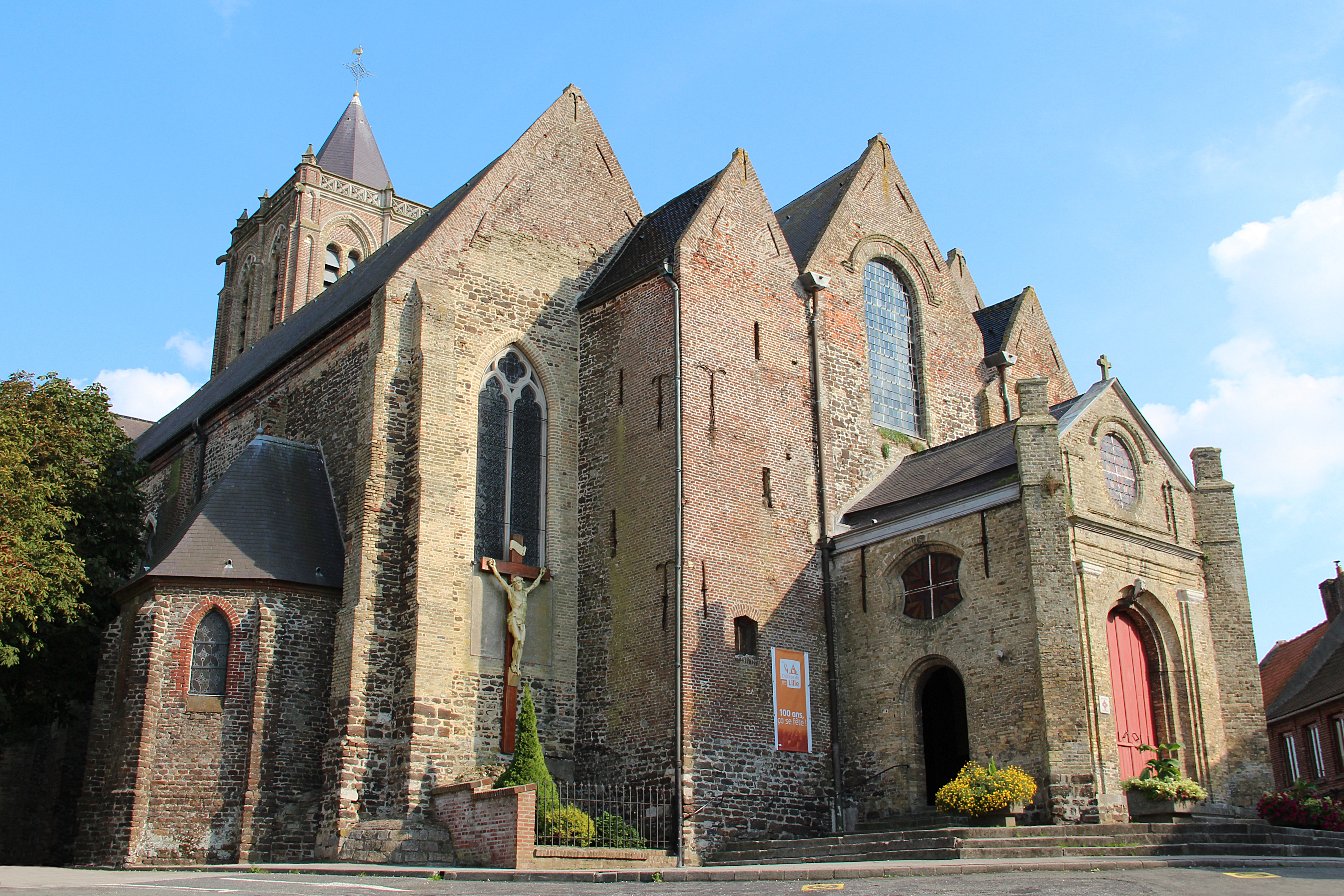
Stiftskirche Notre-Dame
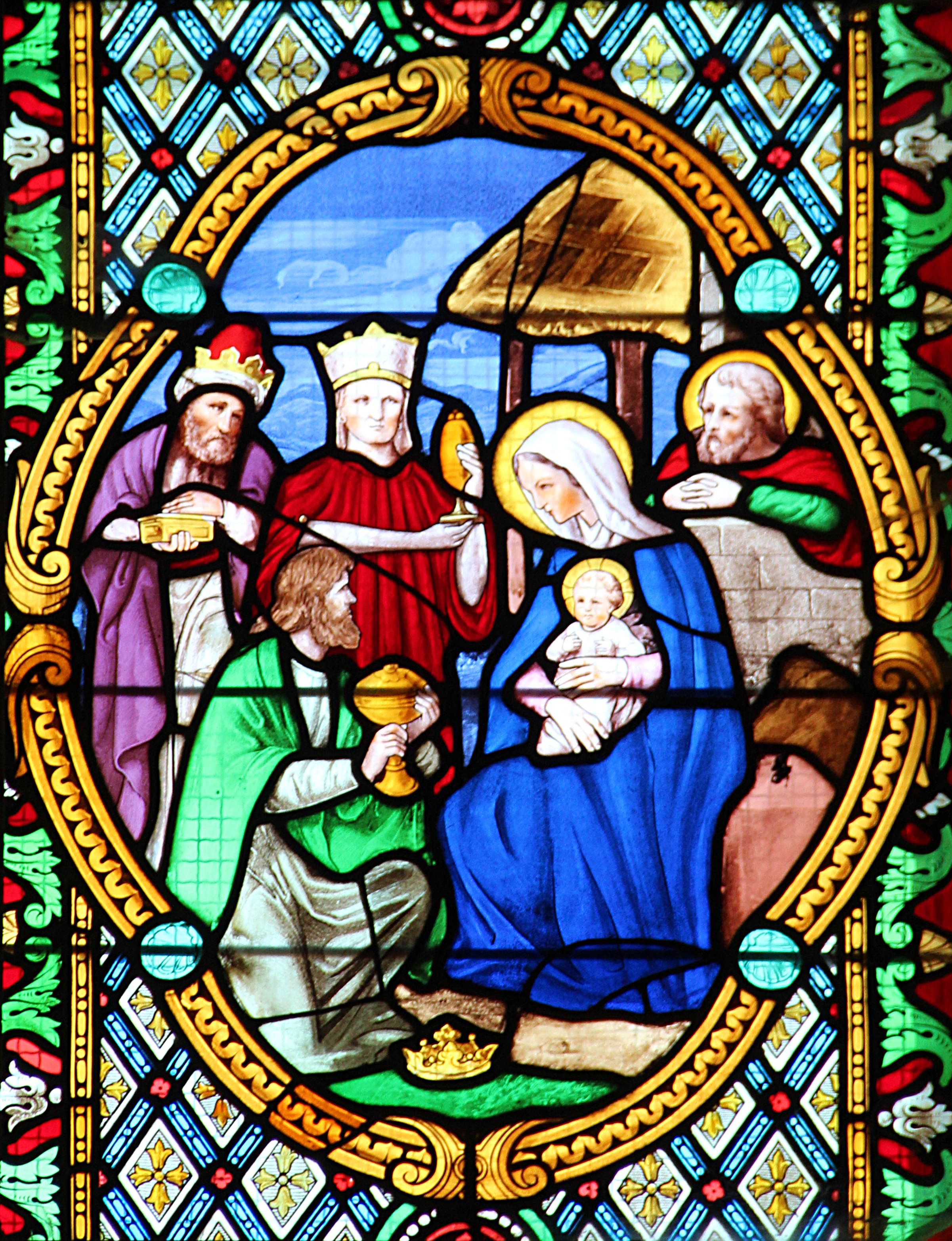
Glasfenster der Stiftskirche Notre-Dame.
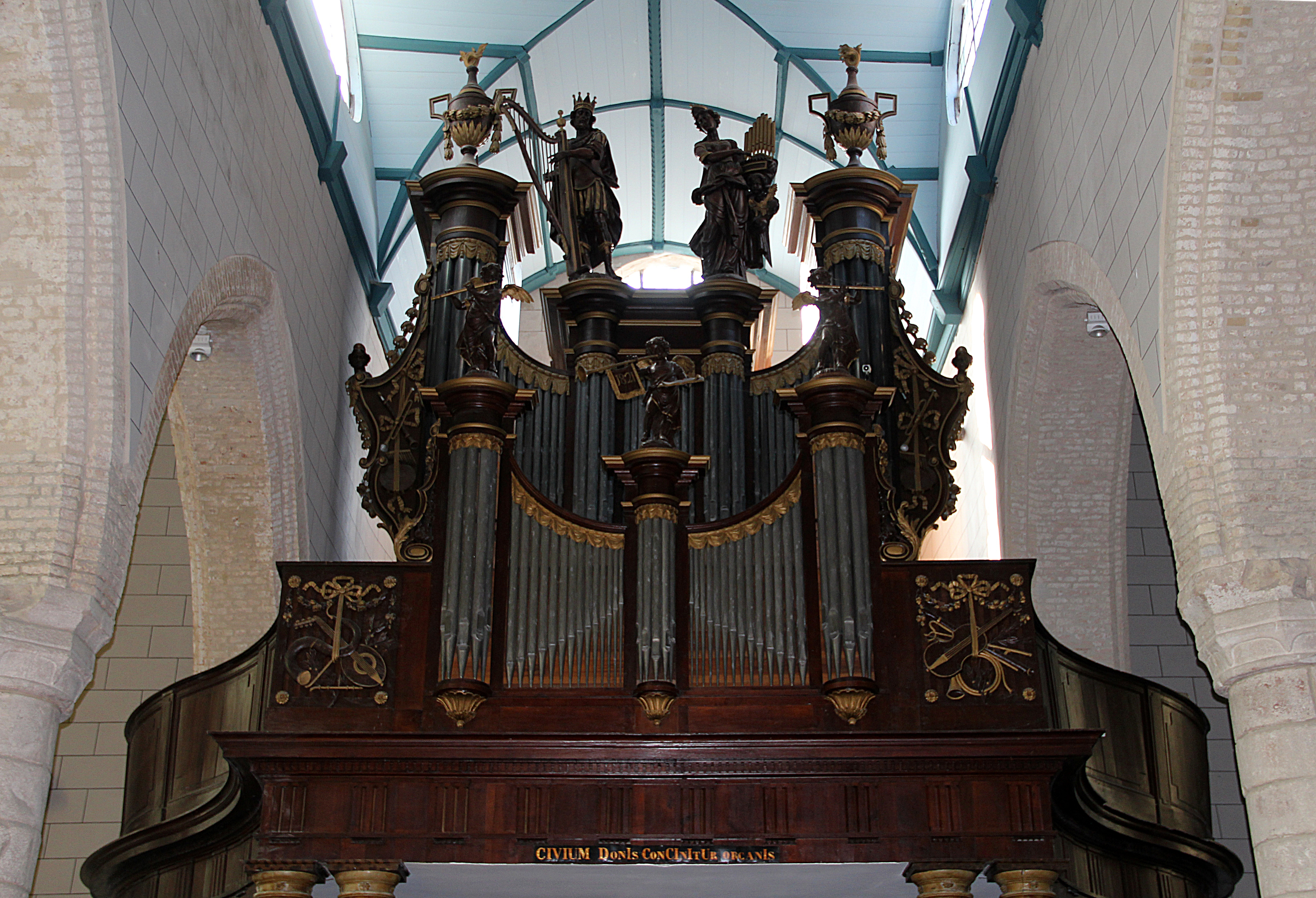
Orgel der Stiftskirche Notre-Dame-de-la-Crypte.
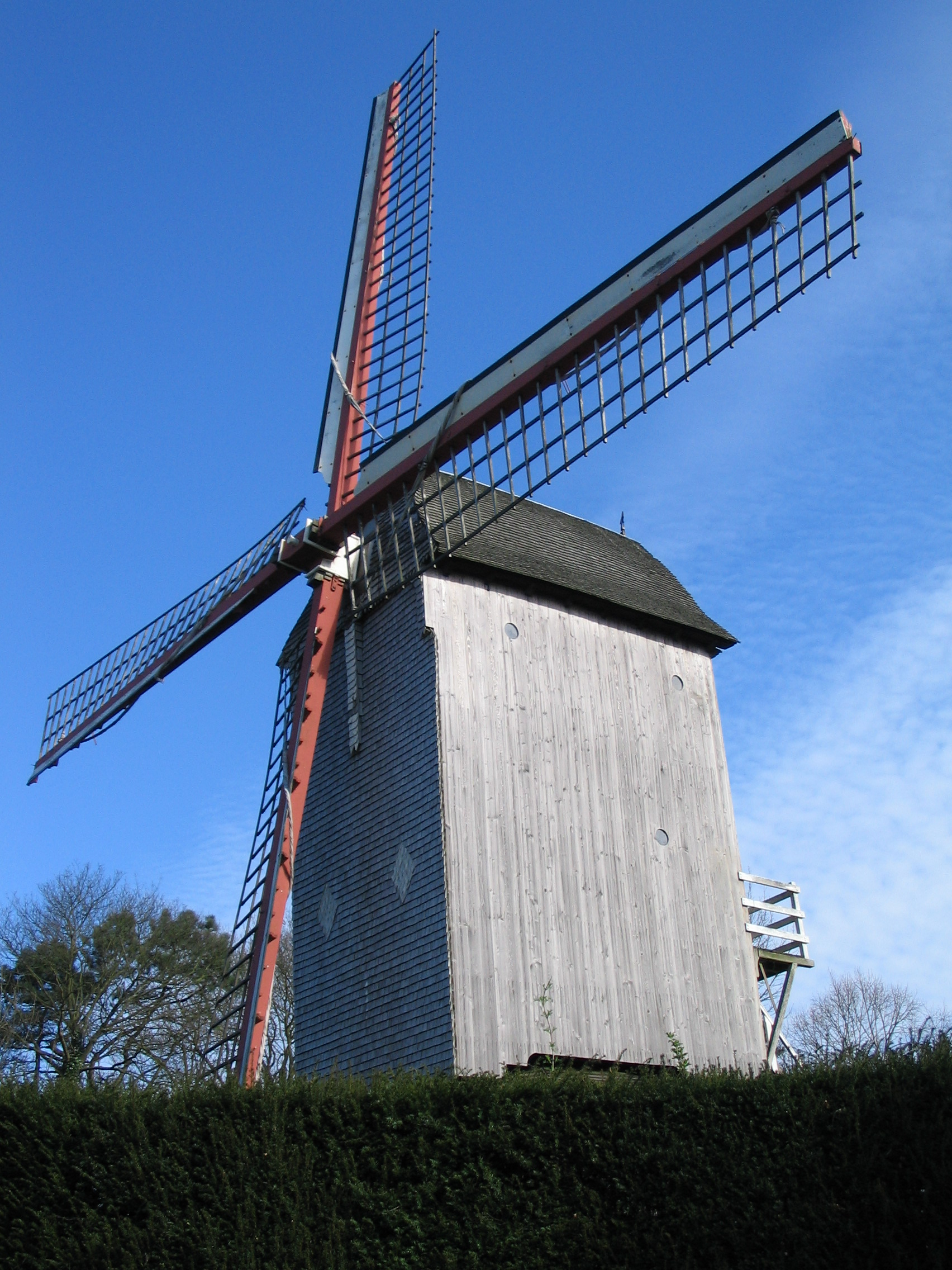
Mühle Cassel
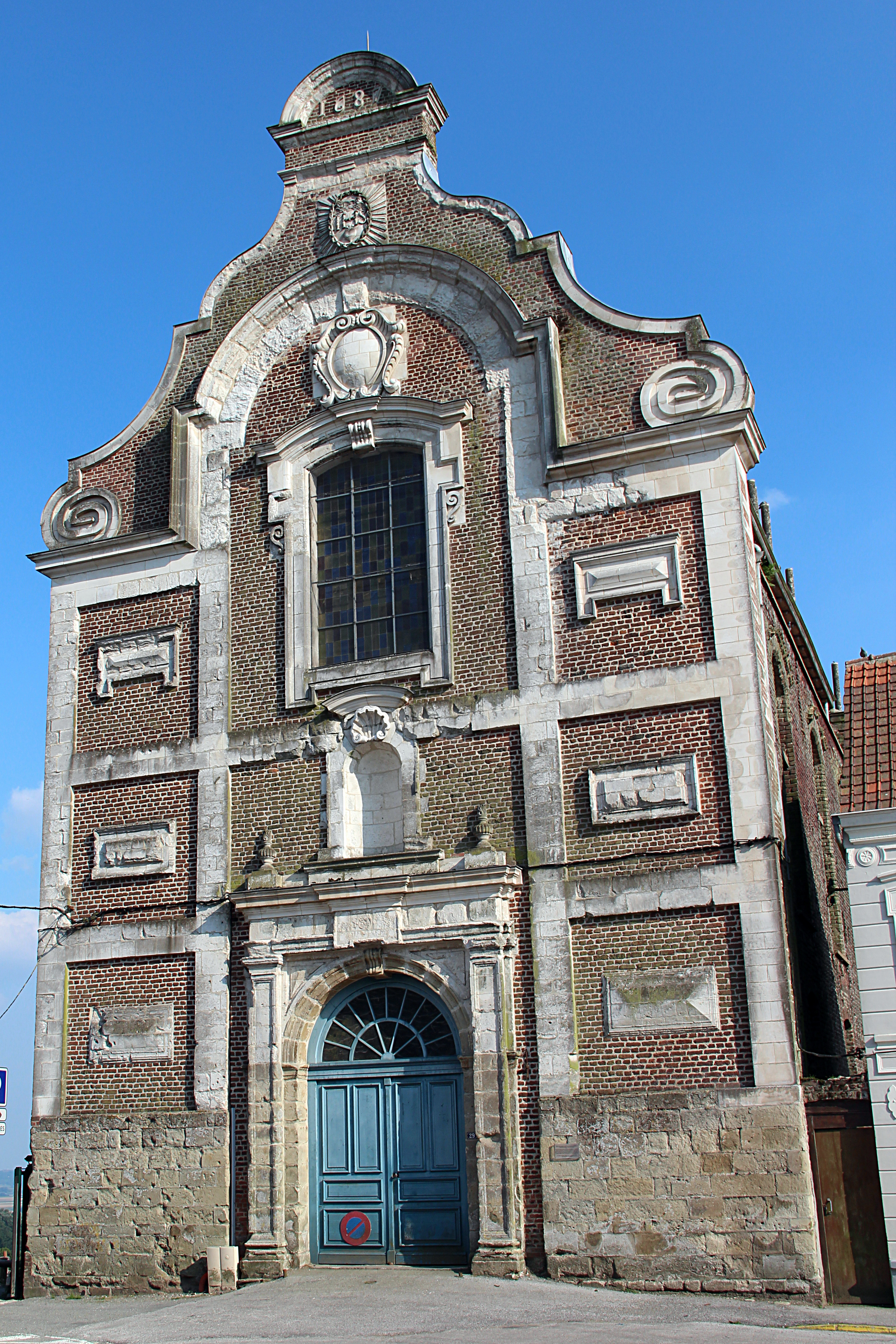
Kapelle des Alten Jesuiten- kollegs
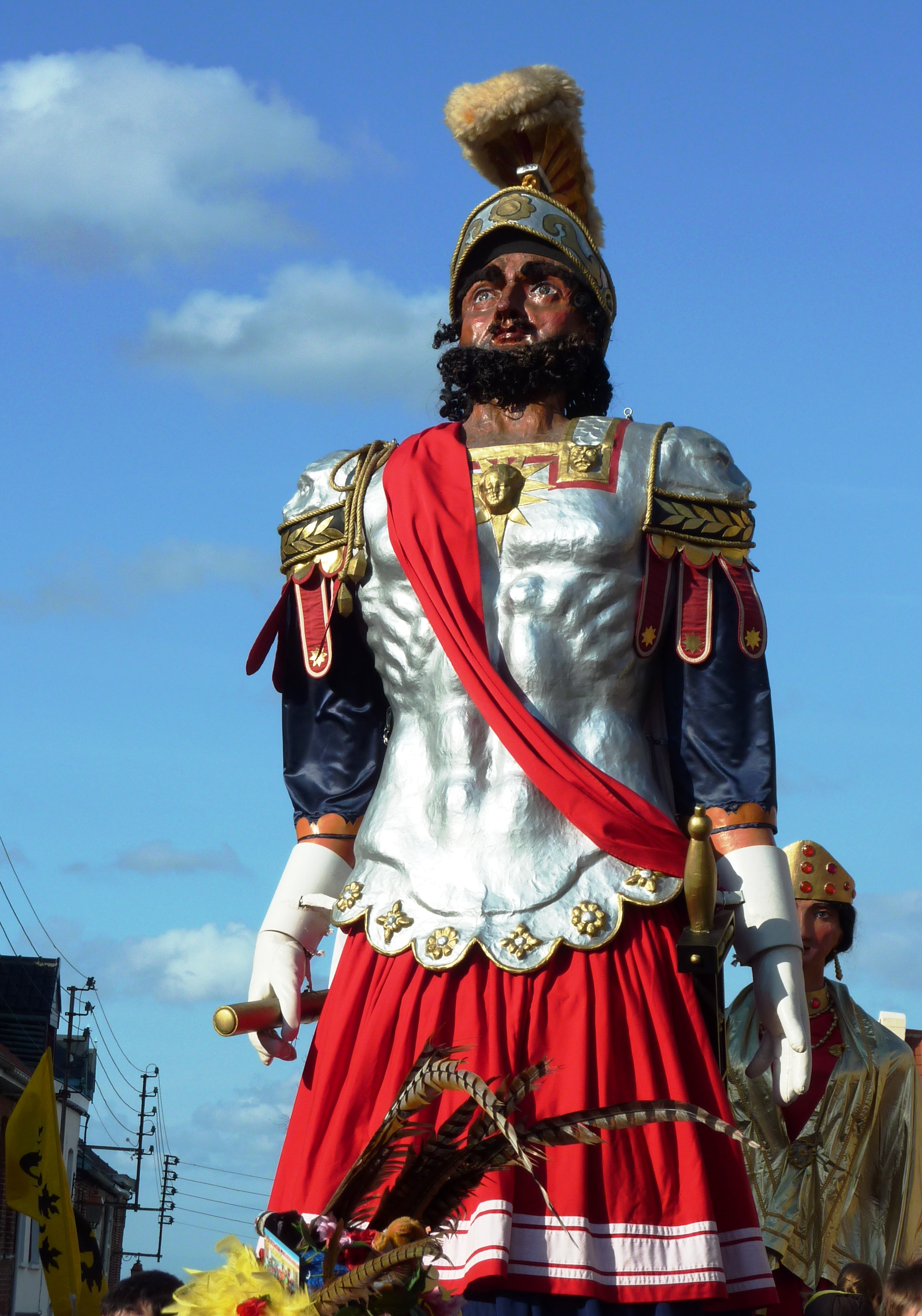
6 Meter hohe Karnevals- figur Reuze Papa

## Verkehr
Von 1910 bis 1934 verband eine Straßenbahn die Stadt mit dem Bahnhof.
Die Departementsstraße D 933, die ehemalige Route nationale 42 von Boulogne-sur-Mer nach Lille, durchquert das Gemeindegebiet. Die Departementsstraße D 916, die ehemalige Route nationale 16 von Sarcelles nach Dünkirchen, wird durch Cassel geführt. Die D 11 führt von Cassel in westlicher Richtung nach Watten. Nachgeordnete Departementsstraßen und lokale Landstraßen verbinden das Zentrum mit Weilern von Cassel und mit Nachbargemeinden. Busse von drei Linien der Transportgesellschaft Arc-en-Ciel des Départements Nord verbinden Cassel mit Buysscheure, Hazebrouck und Dünkirchen.

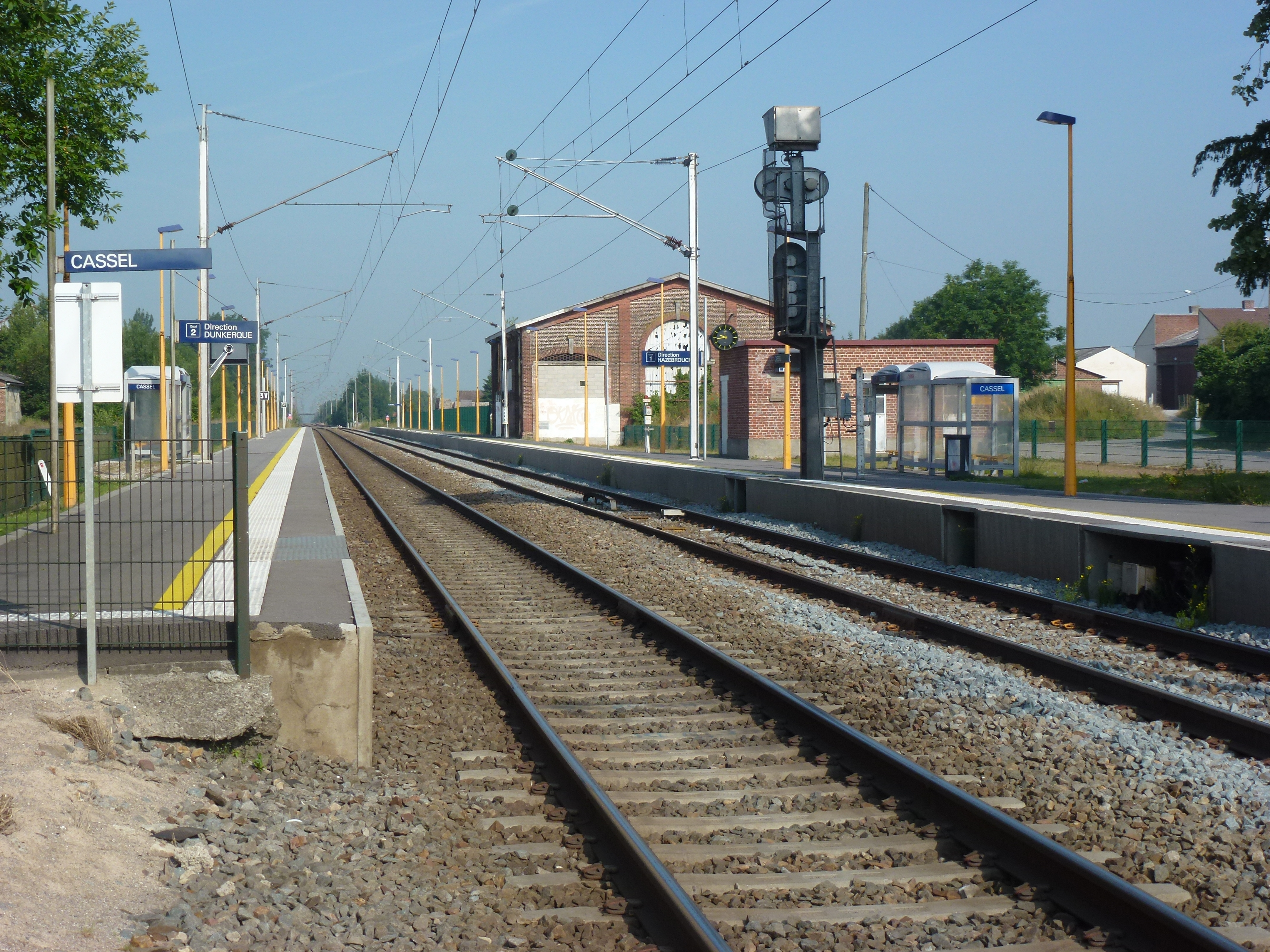
Haltepunkt Cassel

Auf den Gebieten der Nachbargemeinden Oxelaëre und Bavinchove befindet sich der Haltepunkt „Cassel“ an der Bahnstrecke Arras–Dunkerque, der von Zügen von drei Linien der TER Hauts-de-France bedient wird und Cassel mit Dünkirchen sowie mit Hazebrouck und Lille verbindet. Die Eisenbahn-Schnellfahrstrecke LGV Nord von Paris zum Eurotunnel durchquert das südliche Gemeindegebiet ohne Haltepunkt. 

## Sport
Im Jahr 2022 führte die 4. Etappe der 109. Austragung der Tour de France durch Cassel. Auf dem Kopfsteinpflaster der Route de Dunkerque wurde mit der Côte de Cassel (148 m) eine Bergwertung der 4. Kategorie abgenommen. Sieger der Bergwertung war der Däne Magnus Cort Nielsen.

## Persönlichkeiten
- Wilhelm von Rubruk (um 1215/20 bis um 1270), stammt wahrscheinlich aus dem nahen Rubrouck
- Dominique Joseph Vandamme (1770–1830), napoleonischer General, geboren und gestorben in Cassel
- Martin Charles Gobrecht (1772–1845), napoleonischer General, geboren in Cassel
- Petrus Dathenus (um 1531/32–1588), flämischer Theologe, geboren in Cassel